# Mulhacén
Der Mulhacén [mulaˈθen] ist mit 3482, nach anderen Quellen 3479 Metern der höchste Berg des spanischen Festlands und der Iberischen Halbinsel. Er liegt in der Provinz Granada in der Sierra Nevada (Betische Kordillere) in der Nähe Granadas.
Der Mulhacén ist der höchste Berg des europäischen Kontinents außerhalb der Alpen und des Kaukasus. Höchster Berg Spaniens ist der 3715 m hohe Teide auf Teneriffa.
Der Name leitet sich ab von einem der letzten Emire von Granada, Abu l-Hasan Ali (spanisch Muley Hacén; † 1485), der dort gemäß der Sage auf seinen Wunsch hin bestattet wurde.
Nach dem Berg ist der Asteroid (196640) Mulhacen benannt. 

## Routen
In der Zeit zwischen Oktober/November und Mai/Juni trägt der Gipfel Schnee. Auf den Berg führen einige einfache Routen, so z. B. vom Süden oder Westen. Ausgangsorte sind hierfür die Bergdörfer Trevélez, Capileira oder La Cebadilla (verlassen). Vergleichbar einfach, aber länger und im Winter daher anspruchsvoller, kann vom Skigebiet unterhalb des Pico del Veleta ausgehend von Westen gestartet werden. Dabei kann man eine Schotterpiste nutzen, die vom Skigebiet unterhalb des Mulhacén vorbei Richtung Südwesten führt.
Unterkünfte in unmittelbarer Nähe des Berges sind eine nicht bewartete Biwakhütte am Westfuß des Gipfels oder die ganzjährig bewartete Berghütte Poqueira im Südwesten.
Die Nordseite des Berges ist schwieriger zu erreichen, schroff und abweisend. Entsprechend anspruchsvoller sind die Routen auf den Gipfel von dieser Seite.

## Zwischenfälle
- Am 12. Februar 1966 wurde eine schwere Transportmaschine des Typs Douglas C-124C Globemaster II der United States Air Force (USAF) (Luftfahrzeugkennzeichen 52-0980) 28 Kilometer südöstlich von Granada (Spanien) gegen einen Berg der Sierra Nevada geflogen. Zunächst wurde sie als vermisst gemeldet. Das Wrack wurde später auf einer Flanke des Mulhacén entdeckt. Bei diesem CFIT (Controlled flight into terrain) wurden alle acht Besatzungsmitglieder getötet.[1]